# Giorgio Corbellini

Wappen von Bischof Giorgio Corbellini

Giorgio Corbellini (* 20. April 1947 in Travo, Provinz Piacenza, Italien; † 13. November 2019 in Parma) war ein italienischer Geistlicher und Kurienbischof der römisch-katholischen Kirche.

## Leben
Giorgio Corbellini trat 1958 in das Kleine Seminar in Piacenza ein. Nach dem Studium der Katholischen Theologie und Philosophie am Großen Seminar in Piacenza empfing Giorgio Corbellini am 10. Juli 1971 das Sakrament der Priesterweihe für das Bistum Piacenza-Bobbio. Er war zunächst in der Seelsorge und im Schuldienst tätig. Er absolvierte ein kirchenrechtliches Studium an der Päpstlichen Lateranuniversität in Rom und graduierte zum Dr. iur. utr. (Doctor iuris utriusque). Von 1982 bis 1985 besuchte er Weiterbildungsstudien um Richter an der Römischen Rota zu werden. Neben seelsorgerischer Tätigkeit war er ab 1993 Kaplan der Ordenskongration der Ursulinen, den Töchtern der Unbefleckte Empfängnis von Verona, in Rom. 1985 erfolgte eine Bestellung in die Päpstliche Kommission für die Interpretation von Gesetzestexten (heute: Dikasterium für die Gesetzestexte). 1992 wurde er Leiter der Justizabteilung für das Governatorat der Vatikanstadt.
Am 19. April 1993 berief ihn Papst Johannes Paul II. zum Vize-Generalsekretär des Governatorates der Vatikanstadt. Er wurde am 22. Februar 2001 in diesem Amt bestätigt.
Am 3. Juli 2009 ernannte ihn Papst Benedikt XVI. zum Titularbischof von Abula und zum Präsidenten des Päpstlichen Arbeitsamtes. Die Bischofsweihe spendete ihm Benedikt XVI. am 12. September desselben Jahres im Petersdom; Mitkonsekratoren waren Kardinalstaatssekretär Tarcisio Bertone SDB und der Präfekt der Kongregation für die Glaubenslehre, William Joseph Kardinal Levada. Am 11. Mai 2010 wurde Giorgio Corbellini zudem zum Präsidenten der Disziplinarkommission der römischen Kurie ernannt.
Papst Franziskus ernannte ihn am 30. Januar 2014 bis auf weiteres zum Präsidenten der Vatikanischen Finanzinformationsbehörde. Diese Position wurde am 19. November 2014 an den Schweizer Finanzanwalt René Brülhart übertragen. Am 6. Februar 2016 ernannte ihn Papst Franziskus zum Mitglied der Kongregation für die Selig- und Heiligsprechungsprozesse.